# Antonin Soczniew
Antonin Nikołajewicz Soczniew, ros. Антонин Николаевич Сочнев (ur. 14 czerwca 1924 w Iwanowo-Wozniesieńsku, Rosyjska FSRR, zm. 24 czerwca 2012 w Moskwie) – rosyjski piłkarz, grający na pozycji napastnika, trener piłkarski.

## Kariera piłkarska

### Kariera klubowa
Wychowanek klubu Krasnoje Znamia Iwanowo. W czasie II wojny światowej w 1942 roku został powołany do Floty Bałtyckiej, służył na pancerniku „Marat” jako miner po trzech miesiącach nauki w Kronsztadzie. 6 maja 1942 uczestniczył w meczu piłki nożnej w zablokowanym Leningradzie między zespołem Floty Bałtyckiej a Dinamo Leningrad. W roku 1944 zespół jednostki Łobanowa, w którym grał Soczniew, zdobył Puchar Floty Bałtyckiej. Po zakończeniu wojny występował w Dünamo Tallinn oraz WMS Moskwa, skąd w 1946 trafił do drużyny rezerw CDKA Moskwa. Po demobilizacji z wojska wiosną 1947 już w lipcu 1947 został piłkarzem Torpeda Moskwa. Grał na pozycji prawego napastnika w koszulce z numerem 7. Również był oddelegowany do Szachtar Donieck podczas ich tournée po Bułgarii i Rumunii w 1951 roku. 15 lipca 1952 podczas meczu z Daugavą Ryga, doznał ciężkiej kontuzji, po czym przestał trafiać do pierwszego składu. W latach 1954–1955 występował w klubie Trudowyje Riezierwy Leningrad, gdzie został królem strzelców mistrzostw ZSRR. W 1955 powrócił do rodzinnego miasta, gdzie zakończył swoją karierę piłkarską w zespole Krasnoje Znamia Iwanowo.

## Kariera trenerska
Po zakończeniu kariery piłkarskiej przez długi czas pracował jako administrator stadionu Torpeda. W 1963 prowadził klub Tawrija Symferopol. Również trenował amatorskie zespoły w Kraju Krasnodarskim. Pracował jako inspektor meczów.

## Sukcesy i odznaczenia

### Sukcesy klubowe
- zdobywca Pucharu ZSRR: 1947, 1949, 1952

### Sukcesy indywidualne
- król strzelców Mistrzostw ZSRR: 1954 (11 goli)